# Лопес, Винисиус (футболист, 1999)
Вини́сиус Ло́пес да Си́лва (порт.-браз. Vinícius Lopes da Silva, более известный, как Винисиус Лопес порт. Vinícius Lopes; род. 7 мая 1999, Монти-ду-Карму, Северный регион) — бразильский футболист, нападающий клуба «Санта-Клара».

## Клубная карьера
Лопес — воспитанник клуба «Гояс». 21 октября 2019 года в матче против «Шапекоэнсе» он дебютировал в бразильской Серии A. 3 сентября 2020 года в поединке против «Коринтианс» Винисиус забил свой первый гол за «Гояс». В начале 2022 года Лопес перешёл в «Ботафого». 22 марта в матче Лиги Кариока против «Флуминенсе» он дебютировал за основной состав. 19 июня в поединке против «Интернасьонала» Винисиус забил свой первый гол за «Ботафого».
Летом 2022 года Лопес был арендован бельгийским РВДМ47. В матче против «Дейнзе» он дебютировал в Челленджер Про Лига. 24 сентября в поединке Кубка Бельгии против «Ауденарде» Винисиус забил свой первый гол за РВДМ47.
В 2023 году Лопес на правах аренды перешел в португальскую «Санта-Клару». 29 июля в поединке Кубка португальской лиги против «Тондела» игрок дебютировал за основной состав. 16 августа в матче против «Торреенсе» он дебютировал в Сегунда лиге. 28 января 2024 года в поединке против «Лейшойнш» Винисиус забил свой первый гол за «Санта-Клару». По итогам сезона игрок помог команде выйти в элиту, а клуб выкупил его трансфер. 11 августа в матче против «Эшторил-Прая» он дебютировал в Сангриш лиге.